# Сучков, Василий Павлович
Васи́лий Па́влович Сучко́в (1927, Щёточное, Нижегородская губерния — 2008, Ардатов, Нижегородская область) — бригадир строительной бригады, Заслуженный строитель РСФСР, почётный гражданин Ардатова.

## Биография
Родился в 1927 году в деревне Щёточное Арзамасского уезда Нижегородской губернии. С возраста 12 лет, после окончания начальной школы в родной  деревне, начал работать в колхозе. С 1947 по 1951 года работал на строительстве шахт в Пермской области и за это время окончил школу фабрично-заводского обучения, получив профессию плотника. В 1951 году вернулся в родную деревню, а через некоторое время переехал вместе с семьёй в находящийся неподалёку рабочий посёлок Ардатов. С 1957 по 1972 годы работал столяром районного объединения «Сельхозтехника», затем — плотником Ардатовской межколхозной строительной организации. С 1974 и до выхода на пенсию в 1987 году — бригадир плотницкой строительной бригады. Руководимая им бригада в течение нескольких лет побеждала в социалистическом соревновании районного и областного уровней, за что ей было присвоено звание «Бригады коммунистического труда». В 1987 году скончался в Ардатове и был похоронен на местном кладбище.

## Награды
Имел ряд государственных наград: с 1976 по 1979 годы награждался знаком «Победитель социалистического соревнования», в 1982 году ему было присвоено звание Заслуженного строителя РСФСР. В 1987 году постановлением поселкового Совета народных депутатов Василию Павловичу Сучкову было присвоено звание «Почётный гражданин Ардатова».